# Уша (Рязанская область)
Уша — деревня в Шиловском районе Рязанской области в составе Боровского сельского поселения.

## Географическое положение
Деревня Уша расположена на Окско-Донской равнине на реке Уша (приток реки Мильчус) в 19 км к востоку от пгт Шилово. Расстояние от деревни до районного центра Шилово по автодороге — 23 км.
Деревня Уша окружена большими лесными массивами; на южной окраине деревни имеется большой пруд. Ближайший населенный пункт — деревня Александровка.

## Население
| 2010 |
| ---- |
| 4    |

## Происхождение названия
Населенный пункт получил название по речке Уше (приток реки Мильчус), на которой он расположен. Гидроним, возможно, соотносится с мордовским словом «ужа» — дальний угол, клин леса. В этом случае он характеризует речку, расположенную в далеком лесном массиве.

## История
По данным И.В. Добролюбова, в XIX в. деревня называлась Угла, «от находящегося в ней оврага и речки того же названия». Когда и почему изменились названия деревни и реки, здесь протекающей — не выяснено.
К 1888 г. деревня Угла (совр. Уша) относилась к приходу Васильевской церкви села Боровое и в ней насчитывалось 74 двора.
Выселками из деревни Уша является деревня Сергиевка 1 Шиловского района Рязанской области.